# Edouard Tsimba Ngoma
Edouard Tsimba Ngoma CICM (ur. 11 kwietnia 1957 w Bomie) – kongijski duchowny rzymskokatolicki, członek Zgromadzenia Niepokalanego Serca Maryi, przełożony generalny Zgromadzenia Niepokalanego Serca Maryi w latach 2005–2011, prezes Stowarzyszenia Przełożonych Generalnych Zgromadzenia Misjonarzy „SEDOS” w latach 2006–2009, rektor Międzydiecezjalnego Wyższego Seminarium Duchownego w Bangui w latach 2011–2020, biskup pomocniczy kinszaski od 2023.

## Życiorys
Święcenia kapłańskie otrzymał 13 sierpnia 1989 w Zgromadzeniu Niepokalanego Serca Maryi. Przez dziesięć lat pracował w Haiti, gdzie pełnił funkcje m.in. mistrza nowicjatu, animatora ds. powołań oraz wiceprzewodniczącego grupy formacyjnej dla osób konsekrowanych. W 1999 został wybrany radnym generalnym, a w 2005 przełożonym szeutystów. Po zakończeniu w 2011 kadencji generalskiej został rektorem seminarium w Bangui, a od 2020 pracował w diecezji Liège jako pomocniczy wikariusz biskupi ds. życia konsekrowanego.
15 lipca 2023 papież Franciszek mianował go biskupem pomocniczym archidiecezji kinszaskiej, ze stolicą tytularną Igilgili.